# 佐藤正晴
佐藤 正晴（さとう まさはる）は、日本の外交官。2012年（平成24年）10月11日からニカラグア駐箚特命全権大使。

## 経歴・人物
東京都出身。1971年（昭和46年）慶應義塾大学法学部を中退して、外務省入省。 在アトランタ日本国総領事館主席領事、外務省アジア大洋州局大洋州課地域調整官、衆議院事務局国際部渉外課長、ブルネイ大使館参事官を経て、2010年（平成22年）1月からカラチ総領事。 2012年（平成24年）10月11日からニカラグア駐箚特命全権大使。2023年、瑞宝中綬章受章。

## 同期
- 海老原紳（08年駐イギリス大使）
- 橋本逸男（09年東北大学公共政策大学院教授・04年駐ブルネイ大使・02年駐ラオス大使）
- 赤阪清隆（07年国際連合事務次長）
- 須田明夫（09年軍縮会議日本政府代表部大使・06年国際テロ対策担当大使・03年駐スリランカ大使）
- 桂誠（07年駐比大使・04年駐ラオス大使）
- 楠本祐一（11年関西担当大使・09年駐ポーランド大使・04年駐ウズベキスタン大使）
- 島内憲（06年駐ブラジル大使・04年駐スペイン大使）
- 小島高明（10年国際テロ対策担当担当大使・07年駐オーストラリア大使・04年駐シンガポール大使）
- 横田淳（12年経済担当大使兼イラク復興支援等調整担当大使・09年駐ベルギー大使・06年国際貿易・経済担当大使・04年駐イスラエル大使）
- 三田村秀人（10年駐ニュージーランド大使・07年駐ザンビア大使）
- 清水訓夫（09年防衛大学校教授・05年駐アルジェリア大使）
- 野呂元良（08年駐マラウイ大使）
- 皆川一夫（11年駐ウガンダ大使）